# Нижник, Николай Николаевич
Николай Николаевич Нижник (укр. Микола Миколайович Нижник; род. 26 июля 1995) — украинский легкоатлет, специалист по бегу на длинные дистанции и марафону. Выступает за сборную Украины по лёгкой атлетике с 2014 года, многократный призёр первенств национального значения, участник летних Олимпийских игр в Токио. Мастер спорта Украины международного класса.

## Биография
Николай Нижник родился 26 июля 1995 года. Начал заниматься лёгкой атлетикой в возрасте 14-и лет в Староконстантинове, позже проходил подготовку в Броварах, в Киевской областной школе высшего спортивного мастерства. Окончил Университет Григория Сковороды в Переяславе.
Впервые заявил о себе на международном уровне в сезоне 2014 года, когда вошёл в состав украинской национальной сборной и выступил на юниорском мировом первенстве в Орегоне, где в зачёте бега на 10 000 метров занял итоговое 26-е место.
В 2015 году в дисциплине 10 000 метров стал бронзовым призёром на чемпионате Украины в Черкасах, выступил на Кубке Европы по бегу на 10 000 метров в Кальяри, финишировал пятым в беге на 5000 метров на молодёжном европейском первенстве в Таллине. Начиная с этого времени стал участвовать в различных коммерческих стартах на шоссе в Европе.
В 2016 году в беге на 5000 метров показал 18-й результат на чемпионате Европы в Амстердаме.
В 2017 году на дистанции 10 000 метров стал чемпионом Украины среди молодёжи, тогда как на взрослом чемпионате страны в Луцке завоевал серебряную медаль на дистанции 5000 метров. Бежал 5000 и 10 000 метров на молодёжном европейском первенстве в Быдгоще — занял в этих дисциплинах 11-е и 8-е места соответственно.
В 2018 году показал 28-й результат в личном зачёте на Кубке Европы по бегу на 10 000 метров в Лондоне и вместе со своими соотечественниками стал четвёртым в мужском командном зачёте.
В 2019 году выиграл серебряные медали на чемпионатах Украины в беге на 10 000 метров и в марафоне — в обоих случаях уступил Богдану-Ивану Городискому. В марафоне показал достаточно высокий результат 2:11:12, удовлетворяющий олимпийскому квалификационному нормативу (2:11:30). Также в этом сезоне отметился выступлением на Кубке Европы по бегу на 10 000 метров в Лондоне, где занял итоговое 34-е место.
В 2020 году стал серебряным призёром чемпионата Украины в полумарафоне, вновь пропустил вперёд Городиского. Выполнив олимпийский квалификационный норматив, удостоился права защищать честь страны на летних Олимпийских играх в Токио — в программе марафона пробежал около половины дистанции, после чего сошёл.